# Bad Witch
Bad Witch es el noveno álbum de estudio de la banda de rock industrial Nine Inch Nails, fue lanzado el 22 de junio de 2018 a través de The Null Corporation. Es el primer lanzamiento de larga duración de la banda desde Hesitation Marks (2013). El anuncio de Bad Witch vino simultáneamente con el de Cold and Black and Infinite North America 2018 Tour, donde Nine Inch Nails estuvo de gira con The Jesus and Mary Chain.

## Antecedentes
En 2016, Nine Inch Nails planeó una trilogía de EPs, comenzando con Not the Actual Events de ese año . El segundo EP Add Violence, salió en 2017. En cuanto a la tercera entrada a la trilogía y su producción retrasada, el fundador y líder de Nine Inch Nails, Trent Reznor, dijo:

Empezamos con un concepto rígido, ya que no los habíamos escrito todos. Cuando terminamos Add Violence nos encontramos a nosotros mismos... se sentía demasiado predecible. Se sentía como si forzáramos cosas. Musicalmente y en la narración de historias. La razón por la cual esto se ha retrasado es porque nos tomó un tiempo para que-lo que se ha convertido en el tercer [parte]-se nos revele.

A pesar de que originalmente comenzó como el tercer EP, Bad Witch pronto se convirtió en un álbum de estudio.

## Lista de canciones
Todas las canciones escritas y compuestas por Trent Reznor y Atticus Ross. 
| N.º | Título                                   | Duración |  |
| 1.  | «Shit Mirror»                            | 3:06     |  |
| 2.  | «Ahead of Ourselves»                     | 3:30     |  |
| 3.  | «Play the Goddamned Part» (instrumental) | 4:51     |  |
| 4.  | «God Break Down the Door»                | 4:14     |  |
| 5.  | «I'm Not from This World» (instrumental) | 6:41     |  |
| 6.  | «Over and Out»                           | 7:49     |  |

## Personal

### Nine Inch Nails
- Trent Reznor - Voz principal, composición
- Atticus Ross - Composición